# Voleibol nos Jogos Europeus
O voleibol é uma das modalidades disputadas nas edições dos Jogos Europeus, tanto no indoor quanto no outdoor (vôlei de praia). Em 2012 foi anunciado que a primeira edição dos Jogos Europeus seria em Baku, no Azerbaijão, em 2015, e o voleibol estava entre os esportes olímpicos.

## Quadro de medalhas

### Masculino
| Ordem | País     | Medalha de ouro | Medalha de prata | Medalha de bronze | Total |
| ----- | -------- | --------------- | ---------------- | ----------------- | ----- |
| 1     | Alemanha | 1               | 0                | 0                 | 1     |
| 2     | Bulgária | 0               | 1                | 0                 | 1     |
| 3     | Rússia   | 0               | 0                | 1                 | 1     |

### Feminino
| Ordem | País    | Medalha de ouro | Medalha de prata | Medalha de bronze | Total |
| ----- | ------- | --------------- | ---------------- | ----------------- | ----- |
| 1     | Turquia | 1               | 0                | 0                 | 1     |
| 2     | Polônia | 0               | 1                | 0                 | 1     |
| 3     | Sérvia  | 0               | 0                | 1                 | 1     |